# Comuna Birkî, Liuboml
Birkî (în ucraineană Бі́рки) este o comună în raionul Liuboml, regiunea Volînia, Ucraina, formată din satele Birkî (reședința) și Skîbî.

## Demografie
Componența lingvistică a satului Birkî
     Ucraineană (99,36%)
     Alte limbi (0,64%)
Conform recensământului din 2001, majoritatea populației satului Birkî era vorbitoare de ucraineană (99,36%), existând în minoritate și vorbitori de alte limbi.